# Șovarna
Șovarna là một xã thuộc hạt Mehedinți, România. Dân số thời điểm năm 2002 là 1452 người.